# Замкнутый круг (фильм, 1983)
«Замкнутый круг» — советский детективный телефильм 1983 года снятый на киностудии «Таллинфильм» режиссёром Пеэтера Урбла.

## Сюжет
По роману шведского писателя К. Арне Блома «Кто-то даёт сдачи» (годом ранее изданного в СССР в антологии «Современный шведский детектив»).
В небольшом шведском городке происходит убийство Фрома — владельца фирмы по исследованию общественных отношений, —  небольшой, но очень влиятельной. А в автомобильной аварии погибает сотрудница фирмы. На прибывшего из столицы для расследования дела комиссара Турена совершается покушение, и он оказывается в коме. Начальник полиции городка тоже оказывается в больнице — его находят бездыханным в каком-то притоне.
Местный следователь инспектор Холмберг, с приставшей к нему дочерью Турена, начинает распутывать клубок отношений, связанных с историей убийства. Интриги внутри фирмы, запутанные личные отношения, не очевидные интересы и финансовые связи, ведущие в большую политику. Выясняется, что комиссар Турен передавал фирме Фрома секретную информацию о политической благонадёжности конкурентов. Но отнюдь не все в фирме были готовы идти на сделку с совестью и давать результаты политических рейтингов по заказу правящих кругов.

«Замкнутый круг» — детектив, снятый очень профессионально. Сперва все идет обыкновенно, как и полагается в обыкновенном детективе. Странные обстоятельства, чувство тревоги и три трупа подряд…. Однако довольно скоро обнаруживается, что в картине происходит, как в жизни, где все не сходится, а не как в кино, где непременно и сразу все сходится. Обычные житейские подробности входили в картину, тесня «роковые» повороты фабулы.

Совершенно ни на что не был похож образ главного героя инспектора. Десятки опять—таки житейских, вполне человеческих деталей его поведения снимали малейший налет стандарта, делали его крайне живым человеком. Инспектор, сыгранный очень интересным актером эстонского кино Арво Кукумяги, просто такой, какой он есть. Не слишком ловкий, не слишком красивый, старающийся быть честным, шалеющий от количества политико—социальных связей, причин и следствий, постепенно ему открывающихся.— журнал «Дружба народов», 1984

## В ролях
- Арво Кукумяги — Холмберг, следователь, инспектор полиции
- Уно Лахт — Турен, комиссар полиции
- Алис Подельски — Петра, дочь комиссара полиции Турена, Алис Подельски
- Айн Лутсепп — Удин, напарник Холмберга
- Юри Мююр — начальник полиции
- Омар Волмер — господин Фромм
- Алис Тальвик — госпожа Фромм
- Яанус Ныгисто — сын Фроммов
- Эльс-Реэт Химма — Инга Йонсон, сотрудник фирмы Фрома
- Урмас Кибуспуу — Бенгт Ларссон, сотрудник фирмы Фрома
- Ли Ранне — жена Ларссона
- Тыну Вырве — сотрудник фирмы Фрома
- Пилле Пихламяги — сотрудник фирмы Фрома
- Тоомас Урб — Карл Свенссон
- Тыну Раадик — Роланд Эрн
- Лийна Тенносаар — Хельга, девушка Эрна
- Регина Разума — Бригитта Штрём, танцовщица
- Рауль Таммет — Стефан Штрём, муж Бригитты
- Кайе Михкелсон — Сольвейг, любовница комиссара Турена
- Михкель Мутт — Берт, друг Стефана Штрёма
- Айре Йохансон — соседка Штрёма
- Энн Краам — врач
- Яан Реккор — студент
- Олли Унгвере — свидетель
- Айли Леэтва — старушка
- Петр Волконский — тип с сигарой

## Критика
Детектив П.Урблы «Замкнутый круг» поставлен довольно уверенно. Со знанием дела, в неторопливой, обстоятельной манере строится интрига. Её плавное течение лишь иногда нарушается шокирующими эпизодами кровавых убийств. … Арво Кукумяги неплохо играет роль проницательного следователя… Словом, всё на вполне пристойном уровне. — киновед Александр Фёдоров, 2023 год